# Eric Fleming
Pour les articles homonymes, voir Fleming.
Eric Fleming est un acteur américain (4 juillet 1925 – 28 septembre 1966) principalement connu pour son rôle de Gil Favor dans la série télévisée Rawhide.

## Biographie
Il a connu une enfance difficile, avec un père violent. Ses parents divorcent en décembre 1936.
Dès l'âge de 13 ans, il fait des petits boulots pour les studios d'Hollywood.
En 1942, à l'âge de 17 ans, il a un grave accident dans la fonderie de Seattle où il travaille pour la Navy. Ce qui le contraint à subir quatre interventions chirurgicales de reconstruction faciale.
Le tournage de Rawhide commence en 1958, il a 33 ans. Il partage la vedette avec le jeune Clint Eastwood.
Malgré de nombreux autres rôles, c'est celui de Gil Favor qui restera le plus connu.
Il meurt prématurément à 41 ans lors d'un tournage au Pérou, noyé dans les rapides de la rivière Huallaga, deux jours avant son mariage avec Lynne Garber.

## Filmographie
- 1951 : Major Dell Conway of the Flying Tigers (série télévisée) : Major Dell Conway (d'avril à mai 1951)
- 1952 : Cameo Theatre (série télévisée) : (saison 3, épisode 1 : Dark of the Moon)
- 1952 : Hallmark Hall of Fame (téléfilm) : (épisode #2.15 : Joan of Arc)
- 1953 : Hallmark Hall of Fame (téléfilm) : (épisode #2.21 : The General's Bible)
- 1953 : Hallmark Hall of Fame (téléfilm) : (épisode #2.23 : To My Valentine)
- 1955 : Secret File, U.S.A. (série télévisée) : German Sgt. - Car 775 (saison 1, épisode 17 : Mission Rhino)
- 1955 : La Conquête de l'espace (Conquest of Space), de Byron Haskin : Capt. Barney Merritt
- 1956 : Fright, de W. Lee Wilder : Dr James Hamilton
- 1956 : The Phil Silvers Show (série télévisée) : Private Mike McLusty / USN Recruiting Chief / Rory Mundane (3 épisodes)
- 1957 : Suspicion (série télévisée) : (saison 1, épisode 7 : Heartbeat)
- 1958 : The Silent Service (série télévisée) : Lt. Cmd. C. C. Kirkpatrick (saison 2, épisode 14 : The Triton's Christmas)
- 1958 : Studio One (série télévisée) : Jace Farrow (saison 10, épisode 35 : The Strong Man)
- 1958 : Queen of Outer Space d'Edward Bernds : Capt. Neal Patterson
- 1958 : Flight (série télévisée) :  (saison 1, épisode 21 : Master Sergeant)
- 1959 : Dans les griffes du vampire (Curse of the Undead), d'Edward Dein : Preacher Dan Young
- 1959-1965 : Rawhide (série télévisée) : Gil Favor
- 1966 : La blonde défie le FBI (The Glass Bottom Boat), de Frank Tashlin : Edgar Hill
- 1966 : Bonanza (série télévisée) : Wes Dunn / Heber Clauson (3 épisodes)
- 1966 : Off to See the Wizard (série télévisée) : voix (saison 1, épisode 26 : High Jungle)